# Samuel Hadida
Samuel Hadida (* 17. Dezember 1953 in Casablanca, Marokko; † 26. November 2018 in Santa Monica, Kalifornien, Vereinigte Staaten) war ein französischer Verleiher und Filmproduzent.

## Leben
Er besuchte die anerkannte Filmschule Institut des Hautes Etudes Cinematographiques (IDHEC) in Paris. 1978 gründete er mit seinem Bruder Victor und Vater David die Verleihfirma Metropolitan Filmexport, die er 1982 um den Videovertrieb Delta Video erweiterte. Die Firma avancierte zu einem der erfolgreichsten unabhängigen Filmverleiher von englischsprachigen Filmen im französischen Sprachgebiet.
Im Jahr 1990 gründete er mit seinem Bruder Davis Films, eine Filmproduktionsgesellschaft die erfolgreich internationale Projekte realisiert oder co-produziert. Die erste eigene Produktion True Romance von 1993 war schon überaus erfolgreich, so dass bis heute etwa 30 Produktionen realisiert werden konnten, z. B. Crying Freeman – Der Sohn des Drachen (1995).
Im Jahr 2006 produzierte Samuel Hadida die Videospiel-Verfilmung Silent Hill. Im selben Jahr produzierte er zusammen mit Bernd Eichinger den Film Resident Evil: Extinction. Weitere Produktionen folgten, darunter auch weitere Filme der Residen-Evil-Reihe. Sein Schaffen umfasst rund 70 Filme.

## Filmografie (Auswahl)
- 1993: Only the Strong
- 1993: True Romance
- 1993: Killing Zoe
- 1995: Crying Freeman – Der Sohn des Drachen (Crying Freeman)
- 1997: Inferno
- 1999: Die Akte Romero (The Big Brass Ring)
- 2001: Pakt der Wölfe (Le Pacte des Loups)
- 2002: Spider
- 2004: Die Brücke von San Luis Rey (The Bridge of San Luis Rey)
- 2004: Turn Left at the End of the World
- 2005: Domino (Domino)
- 2006: Silent Hill
- 2007: Resident Evil: Extinction
- 2009: Das Kabinett des Doktor Parnassus (The Imaginarium of Doctor Parnassus)
- 2010: Resident Evil: Afterlife
- 2012: Resident Evil: Retribution
- 2016: Resident Evil: The Final Chapter
- 2018: Love Addict von Frank Bellocq
- 2018: Le Flic de Belleville von Rachid Bouchareb
- 2024: The Crow